# Theresia Walser
Theresia Walser (Friedrichshafen, 20 oktober 1967) is een Duitse toneelschrijfster. Zij is een dochter van de schrijver Martin Walser.
In 1994 studeerde Walser af aan de afdeling theater van de theaterschool te Bern, waarna ze gedurende twee jaar lid was van het jeugdtheater te Göttingen. Later werkte ze als freelance theaterauteur in Berlijn. Met het Berlijnse gezelschap T+T (Theater neuen Typs) heeft ze een verbintenis, waarbij de jonge acteurs ervoor strijden dat haar stukken opgevoerd worden.
In het wintersemester van 2011/2012 bekleedde ze, samen met Karl-Heinz Ott, het lectoraat poëzie aan de Universiteit van Koblenz-Landau. In 2013/2014 was ze huisauteur bij het Nationaltheater Mannheim.

## Prijzen
Walser won verscheidene onderscheidingen zoals
- In 1999 werd King Kongs Töchter door het theatermagazine Theater heute verkozen tot "Stück des Jahres" (toneelstuk van het jaar).
- In 1999 en 2001 won ze de aanmoedigingsprijs voor nieuwe toneelstukken van het Goethe Instituut.

## Werken
- 1997: Kleine Zweifel
- 1997: Kleine Zweifel. Das Restpaar
- 1998: King Kongs Töchter
- 2000: So wild ist es in unseren Wäldern schon lange nicht mehr
- 2001: Die Heldin von Potsdam
- 2004: Wandernutten
- 2005: Die Kriegsberichterstatterin
- 2006: Die Liste der letzten Dinge
- 2006: Ein bisschen Ruhe vor dem Sturm
- 2008: Morgen in Katar
- 2008: [Monsun im April
- 2009: Herrenbestatter
- 2010: Die ganze Welt
- 2011: Eine Stille für Frau Schirakesch
- 2013: Ich bin wie ihr, ich liebe Äpfel
- 2014: Herrinnen
- 2016: Der Turm zu Basel
- 2018: Nach der Ruhe vor dem Sturm
- 2019: Schatten vom Schein oder So ein Bleiben für immer
- 2019: Die Empörten
- 2020: Endlose Aussicht
- 2022: Kängurus am Pool
- ? Die Geierwally, samen met Karl-Heinz Ott, naar Wilhelmine von Hillern

- Bibsys: 14037857
- Bibliothèque nationale de France: cb135618991 (data)
- Catàleg d'autoritats de noms i títols de Catalunya: 981058519828406706
- Gemeinsame Normdatei: 12260671X
- International Standard Name Identifier: 0000 0001 0888 6027
- Library of Congress Control Number: nr98030534
- Nationale Bibliotheek van Tsjechië: xx0257995
- Nationale Bibliotheek van Polen: a0000001209417
- Nederlandse Thesaurus van Auteursnamen: 182327906
- Système universitaire de documentation: 114225699
- Virtual International Authority File: 22145971555032332468